# Gródek Stary
Gródek – część wsi Gródek w Polsce, położona w województwie mazowieckim, w powiecie zwoleńskim, w gminie Policzna. Stanowi północną część wsi.
Dawniej samodzielna wieś i gromada w gminie Policzna. W latach 1954–1972 wieś była siedzibą gromady Grudek Stary. W latach 1975–1998 miejscowość administracyjnie należała do województwa radomskiego.